# Plesiorycteropus
Plesiorycteropus is een geslacht van uitgestorven zoogdieren uit Madagaskar behorend tot de Afrosoricida. Het was een aardvarken-achtig dier dat verwant is aan de tenreks. Volgens radiometrische gegevens heeft dit dier ten minste tot 1440 overleefd.

## Classificatie
Plesiorycteropus werd oorspronkelijk beschouwd als een buistandige (orde Tubulidentata) bij zijn beschrijving in 1895, maar latere interpretaties plaatsten het als een insecteneter (Insectivora) of tandarme (Edentata). MacPhee (1994 gaf een uitgebreide studie van dit dier en concludeerde dat het in geen enkele levende orde kon worden geplaatst, hoewel het dier kenmerken deelt met aardvarkens, klipdassen en het fossiele 'hoefdier' Meniscotherium. Daarom stelde hij voor Plesiorycteropus in een nieuwe orde te plaatsen, die de naam Bibymalagasia kreeg.  Het is het enige geslacht in de familie Plesiorycteropodidae. Recente onderzoeken suggereren dat deze orde tot de Afrotheria behoort. Moleculair onderzoek laat zien dat Plesiorycteropus nauw verwant is aan de tenreks en in de orde Afrosoricida geplaatst moet worden.
Er zijn twee soorten:
- Orde: Afrosoricidae
  -  Familie: Plesiorycteropodidae †
    -  Geslacht: Plesiorycteropus †
      - Soort: Plesiorycteropus germainepetterae †
      -  Soort: Plesiorycteropus madagascariensis †

## Kenmerken
Plesiorycteropus was aangepast aan leven als graver, hoewel bepaalde aanpassingen suggereren dat het dier ook vaak een zittende of staande houding aannam, steunend op zijn staart. Het is ook goed mogelijk dat het dier kon klimmen. Dat gebeurde dan echter wel voorzichtig, omdat Plesiorycteropus een zwaar dier was met kleine ogen. Mogelijk at het dier insecten zoals mieren en termieten. Waarschijnlijk was de staart lang en breed. De schedel was 66 à 76 mm lang. Waarschijnlijk woog het dier 6 tot 10 kg. P. madagascariensis was groter dan P. germainepetterae.